# 横冲直撞2
《横冲直撞2》是Bugbear Entertainment开发、Empire Interactive和维旺迪游戏发行的一款竞速游戏。它是2004/05年问世的《横冲直撞》的续作。
与前作相比，该作更关注街头赛车，玩家对车的控制更强，在过特别急的弯道时更不易打滑。该游戏获IGN2006年最佳PS2竞速游戏奖。